# Gouvernement Jean-de-Dieu Soult (3)
Monarchie de Juillet
Gouvernement Adolphe Thiers II Gouvernement François Guizot
Le troisième gouvernement Jean-de-Dieu Soult dure du 29 octobre 1840 au 18 septembre 1847. C'est le quinzième ministère de la monarchie de Juillet, constitué le 29 octobre 1840. Il comprend 9 puis 10 ministres sous la présidence du maréchal Soult, duc de Dalmatie. Il reste en place jusqu'au 19 septembre 1847.

## Composition

### Présidence du Conseil
| Fonction                           | Image | Nom                |
| ---------------------------------- | ----- | ------------------ |
| Président du Conseil des ministres |       | Jean-de-Dieu Soult |

### Ministres
| Fonction                                 | Image                                                                       | Nom                                                              |
| ---------------------------------------- | --------------------------------------------------------------------------- | ---------------------------------------------------------------- |
| Ministre de la Guerre                    |                                                                             | Jean de Dieu Soult (du 29 octobre 1840 au 10 novembre 1845)      |
| Ministre de la Guerre                    | Alexandre Moline de Saint-Yon (du 10 novembre 1845 au 9 mai 1847)           |                                                                  |
| Ministre de la Guerre                    | Camille Trézel 9 mai 1847 au 19 septembre 1847)                             |                                                                  |
| Ministre de l'Intérieur                  |                                                                             | Tanneguy Duchâtel                                                |
| Ministre de la Justice et des Cultes     |                                                                             | Nicolas Martin du Nord (du 29 octobre 1840 au 12 mars 1847)      |
| Ministre de la Justice et des Cultes     | Michel Hébert (du 14 mars 1847 au 19 septembre 1847)                        |                                                                  |
| Ministre des Affaires étrangères         |                                                                             | François Guizot                                                  |
| Ministre des Finances                    |                                                                             | Georges Humann (du 29 octobre 1840 au 25 avril 1842)             |
| Ministre des Finances                    | Jean Lacave-Laplagne (du 25 avril 1842 au 9 mai 1847)                       |                                                                  |
| Ministre des Finances                    | Pierre Sylvain Dumon (du 9 mai 1847 au 19 septembre 1847)                   |                                                                  |
| Ministre de la Marine et Colonies        |                                                                             | Guy-Victor Duperré (du 29 octobre 1840 au 7 février 1843)        |
| Ministre de la Marine et Colonies        | Albin Roussin (du 7 février 1843 au 23 juillet 1843)                        |                                                                  |
| Ministre de la Marine et Colonies        | Ange de Mackau (du 24 juillet 1843 au 9 mai 1847)                           |                                                                  |
| Ministre de la Marine et Colonies        | Louis Napoléon Lannes (du 9 mai 1847 au 19 septembre 1847)                  |                                                                  |
| Ministre de l'Instruction publique       |                                                                             | Abel François Villemain (du 29 octobre 1840 au 30 décembre 1844) |
| Ministre de l'Instruction publique       | Pierre Sylvain Dumon (du 1er janvier 1845 au 1er février 1845), par intérim |                                                                  |
| Ministre de l'Instruction publique       | Narcisse-Achille de Salvandy (du 1er février 1845 au 19 septembre 1847)     |                                                                  |
| Ministre des Travaux publics             |                                                                             | Jean-Baptiste Teste (du 29 octobre 1840 au 16 décembre 1843)     |
| Ministre des Travaux publics             | Pierre Sylvain Dumon (du 16 décembre 1843 au 9 mai 1847)                    |                                                                  |
| Ministre des Travaux publics             | Hippolyte Paul Jayr (du 9 mai 1847 au 19 septembre 1847)                    |                                                                  |
| Ministre de l'Agriculture et du Commerce |                                                                             | Laurent Cunin-Gridaine (du 29 octobre 1840 au 28 juin 1841)      |
| Ministre de l'Agriculture et du Commerce | Tanneguy Duchâtel (du 28 juin 1841 au 7 août 1841, par intérim              |                                                                  |
| Ministre de l'Agriculture et du Commerce | Laurent Cunin-Gridaine (du 7 août 1841 au 19 septembre 1847)                |                                                                  |

### Sous-secrétariats d’État
| Fonction                                           | Image | Nom                                                          |
| -------------------------------------------------- | ----- | ------------------------------------------------------------ |
| Sous-secrétaire d'État à l'Intérieur               |       | Antoine François Passy nomination du 4 novembre 1840         |
| Sous-secrétaire d'État à la Guerre                 |       | François Martineau des Chenez nomination du 10 novembre 1845 |
| Sous-secrétaire d'État à la Marine et aux Colonies |       | Jean Jubelin nomination du 9 août 1844                       |

## Constitution

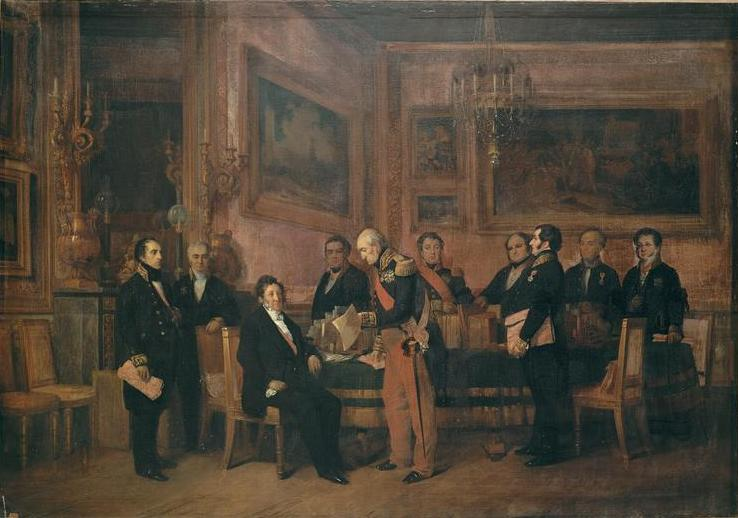
Conseil des ministres au palais des Tuileries : le maréchal Soult présente à Louis-Philippe la loi de Régence, le 15 août 1842. Guizot se tient à gauche. Tableau de Claude Jacquand (1803-1878), dit Claudius Jacquand, 1844.

Après la démission du second ministère Thiers, qui scelle l'échec du centre gauche, Louis-Philippe Ier se tourne logiquement vers le centre droit, c'est-à-dire François Guizot et les doctrinaires. Chacun pense alors que cette combinaison ne durera pas davantage que la précédente, et que le roi pourra ensuite revenir à Molé.
Guizot quitte Londres le 25 octobre et arrive à Paris le lendemain. Il exige d'avoir les coudées franches pour constituer le ministère. Avec beaucoup d'habileté, il en offre la présidence au maréchal Soult, avec qui Louis-Philippe est à l'aise, et que Guizot avait commis l'erreur, de concert avec Thiers, d'écarter en 1834. Il sait que le maréchal le laissera, pour l'essentiel, diriger à sa guise le cabinet.
Le maréchal Soult prend naturellement le ministère de la Guerre. Guizot, pour sa part, se réserve les Affaires étrangères et nomme des amis proches à des postes clés : Duchâtel à l'Intérieur, Humann aux Finances et Villemain à l'Instruction publique. Des obligés de Molé occupent trois autres portefeuilles : Martin du Nord à la Justice et aux Cultes, Cunin-Gridaine à l'Agriculture et au Commerce et Duperré à la Marine et Colonies. Soult n'a imposé qu'un seul fidèle, Teste aux Travaux publics, un choix qui se révélera déplorable (V. Scandales sous la monarchie de Juillet).
Guizot a offert des maroquins aux deux transfuges du centre gauche qui avaient accepté de participer au deuxième ministère Soult, Passy et Dufaure, mais ceux-ci, soucieux de se réconcilier avec Thiers, ont décliné l'offre. Le ministère y gagne une grande homogénéité, rassemblant tous les conservateurs, du centre ministériel au centre droit doctrinaire. Il y trouve une majorité parlementaire solide, et la figure de Guizot, orateur parlementaire hors de pair et seule figure forte du cabinet, achève de créer la cohérence et la cohésion. Comme, par ailleurs, Guizot va désarmer les préventions de Louis-Philippe à son égard et gagner la confiance et l'estime du roi, ce ministère, qui n'avait pas été imaginé pour durer, va se révéler le plus durable de tout le règne, puisqu'il restera en place près de sept ans, et se survivra encore un an sous la forme du ministère Guizot.

## Remaniements
Une longévité gouvernementale aussi exceptionnelle ne va pas sans quelques remaniements inévitables. Certains furent dictés par les circonstances :
- Le décès de Humann, trouvé mort à sa table de travail le 25 avril 1842, conduit à le remplacer, faute de Passy, qui refuse, par Lacave-Laplagne, bon technicien des finances qui avait déjà exercé cette fonction dans le deuxième ministère Molé.
- De même la mort de Martin du Nord, le 12 mars 1847, amène à son remplacement par Hébert, un procureur à poigne qui avait fait partie de la coalition contre Molé.
- Villemain, frappé de démence, doit être déchargé de ses fonctions le 30 décembre 1844 et, après quelques hésitations, on le remplace par Salvandy.
- Teste, nommé à la Cour de cassation, est remplacé le 16 décembre 1843 par Dumon, un doctrinaire.
- L'amiral Duperré, mis à la retraite le 7 février 1843, est remplacé d'abord par l'amiral Roussin, puis par l'amiral-baron de Mackau.
- Le 10 novembre 1845, Soult, vieillissant, abandonne le ministère de la Guerre pour ne garder que la présidence du Conseil. Il est remplacé par un technicien obscur, le général Moline de Saint-Yon.

En définitive, le seul remaniement à caractère politique et non circonstanciel est celui du 9 mai 1847 qui voit changer les titulaires des ministères de la Guerre, des Finances, de la Marine et des Travaux publics. Lacave-Laplagne et Mackau, attaqués sur leur gestion par des députés conservateurs, sont écartés au profit de Dumon, qui quitte les travaux publics, et du duc de Montebello, qui avait été un éphémère ministre des Affaires étrangères dans le gouvernement de transition de 1839. Le préfet de Lyon, Jayr, est appelé aux Travaux publics tandis qu'à la Guerre, le général Trézel remplace le général Moline de Saint-Yon. Les nouveaux venus sont peu connus, et l'opinion s'interroge sur les raisons de ce remaniement. À un député conservateur qui lui pose la question, le roi répond d'ailleurs : « Ne me le demandez pas, car je ne le sais pas plus que vous. »

## Fin
Avec le maréchal Soult, la présidence du Conseil est devenue, peu à peu, une charge honorifique. Ce caractère n'a fait que se renforcer depuis que le maréchal a quitté le ministère de la Guerre. Le 15 septembre 1847, Soult, qui est âgé de 78 ans, remet sa démission à Louis-Philippe. Le 19 septembre, le droit est mis en adéquation avec le fait : Guizot est officiellement nommé président du Conseil. Le ministère n'a pas à être remanié, puisqu'il l'a déjà été le 9 mai, pour affronter les échéances parlementaires qui s'annoncent difficiles, la gauche faisant campagne pour la réforme électorale que repoussent le roi et son gouvernement.

### Sources
- Guy Antonetti, Louis-Philippe, Paris, Fayard, 1994  (ISBN 2-213-59222-5)
- Benoît Yvert (dir.), Premiers ministres et présidents du Conseil depuis 1815. Histoire et dictionnaire raisonné, Paris, Perrin, 2002  (ISBN 2-262-01354-3)